# آندریا فابرینی
آندریا فابرینی (انگلیسی: Andrea Fabbrini؛ زادهٔ ۲۹ نوامبر ۱۹۷۴) بازیکن فوتبال اهل ایتالیا است.
از باشگاه‌هایی که در آن بازی کرده‌است می‌توان به باشگاه فوتبال مودنا، باشگاه فوتبال تورینو، باشگاه فوتبال کروتونه، باشگاه فوتبال ویچنزا، و باشگاه فوتبال پرو ورچلی اشاره کرد.